# Phare de Tapia de Casariego
Le phare de Tapia de Casariego ou phare de l'île de Tapia (Faru de Tapia en asturien) est un phare situé sur l'île de Tapia de la commune de Tapia de Casariego, dans la province des Asturies en Espagne. Il est relié à la terre par une digue de 100 mètres de long, qui fait partie du port de la ville. Il s'agit du phare le plus à l'ouest de la principauté des Asturies, à 6 km de la ria de l'Eo, frontière entre les Asturies et la Galice.
Il est géré par l'autorité portuaire d'Avilés.

## Histoire
Le phare a été mis en service le 1er septembre 1859. Il est érigé sur la petite île de Tapia qui est relié à la terre ferme par une digue de 100 m dans le port de Tapia de Casariego. Il est le phare le plus à l'ouest des Asturies.
À l'origine il ne comprenait qu'un bâtiment carré au centre d'une cour centrale. La tour du phare a été fixée sur le côté nord du bâtiment composé de deux corps. En 1922, il a subi une extension sur l'arrière, puis un autre en 1962 où la tour a été modifiée en une forme extérieure carrée avec le mot Tapia sur son côté nord. Il a été électrifié en 1944.
Il dispose d'un système optique rotatif d'objectif catadioptrique dont les lentilles sont éclairées par une lampe de 1 000 W avec un système de réserve alimenté au gaz d'acétylène. Avec une hauteur focale de 24 mètres au-dessus du niveau de la mer, il émet un groupe de 3 éclats blancs toutes les 19 secondes visibles de nuit jusqu'à 18 milles nautiques (environ 29 km).
Une sirène de brouillard émet durant les périodes de brume, en Morse, la lettre "L" (.-..) toutes les 30 secondes.
Identifiant : ARLHS : SPA160 ; ES-02700 - Amirauté : D1658 - NGA : 2328.
|          |
| Le phare |

|              |
| Île de Tapia |